# Carl Asaba
Carl Asaba (ur. 28 stycznia 1973 w Westminsterze) – były angielski piłkarz grający na pozycji napastnika.

## Kariera piłkarska

### Początki
W 1993 roku rozpoczął karierę w amatorskim klubie Dulwich Hamlet. W 1994 trafił do Brentford, gdzie grał trzy lata. Jego najbardziej spektakularnym osiągnięciem w tej drużynie jest hat-trick zdobyty w pół godziny przeciwko Shrewsbury. W 1997 został sprzedany do Reading za 800 000 funtów. W międzyczasie został wypożyczony do Colchester na dwa miesiące (grał tam od 16 lutego 1995 do 29 kwietnia 1995). W tym klubie zagrał w dwunastu meczach, w których strzelił 2 gole. Już w debiucie przeciwko Barnet zdobył zwycięską bramkę (mecz zakończył się wynikiem 1-0). Drugiego gola strzelił również w wygranym 1-0 meczu, tyle że rywalem było Darlington. Miało to miejsce 4 marca 1995. Ostatni mecz w tym klubie rozegrał 29 kwietnia przeciwko Carlisle United. Colchester przegrało 0-1.

### Rozwój kariery
7 sierpnia 1997 Asaba trafił do Reading. Zagrał w 32 meczach dla tego klubu i strzelił 8 goli. 28 sierpnia 1998 sprzedano go do Gillingham za 600 000 funtów, dla którego rozegrał 91 meczów i strzelił 40 goli. Po trzech latach gry został sprzedany do Sheffield United za 150 000 euro. Wcześniej Crystal Palace oferowało 750 000 funtów, jednakże transfer nie doszedł do skutku z powodu nieporozumień przy ustalaniu warunków kontraktu.
W Sheffield United zagrał w 67 meczach, w których zdobył 23 gole. 6 maja 2003 roku przeszedł do Stoke City jako wolny agent.
W Stoke City Asaba wystąpił w 70 meczach, w których strzelił 9 goli. 25 sierpnia 2005 podpisał roczny kontrakt z Millwall F.C., do którego przeszedł na zasadzie wolnego transferu.

### Koniec kariery
W Millwall napastnik zagrał w 21 meczach i strzelił 3 gole. Ostatni jego występ odbył się 15 kwietnia 2006, a rywalem było Plymouth Argyle. Spotkanie zakończyło się remisem 1-1. Z klubu odszedł 8 maja 2006 jako jeden z ośmiu graczy zwolnionych z zespołu po sezonie, a jego kariera oficjalnie dobiegła końca 1 lipca 2006. W październiku 2006 trenował z Leicester City, ale nie osiągnął porozumienia w sprawie kontraktu zarówno z tym klubem, jak i z Nottingham Forest oraz Yeovil Town. W listopadzie 2006 był testowany w Chesterfield.